# 牛頭鮋
牛頭鮋，為輻鰭魚綱鮋形目鮋亞目鮋科的其中一種，為溫帶海水魚，分布於西南太平洋豪勳爵島、諾福克島海域，棲息深度86-113公尺，體長可達8.8公分，棲息在底層水域，生活習性不明。